# Nemes család (hídvégi)
A hídvégi és oltszemi nemes és gróf Nemes család egy régi székely eredetű magyar nemesi, majd főnemesi család.

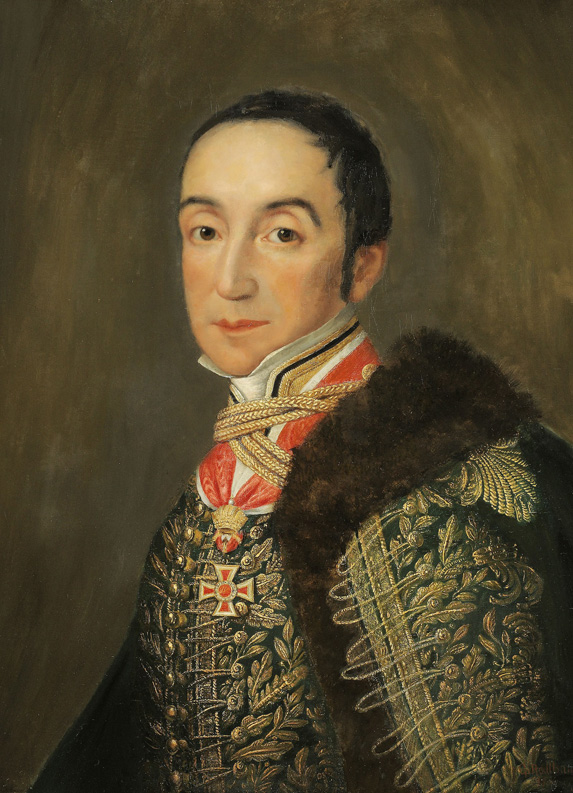
Nemes Ádám

## Története
A család közös eredetű a Kálnoky és a Mikó családokkal. Első ismert ősük egy bizonyos Akadas vagy Akadás, akinek a feljegyzések által 1252-ben említett Vincencius vagyis Vince nevű fiától három unokája született. Közülük István a Kálnoky, Miklós a Mikó, míg Domokos a Nemes családot alapította. Domokos már hídvégi Nemesnek írta magát, 1291-ben említik a nevét. Két fia közül László vitte tovább a család nevét. 1615-ben Nemes Tamás már Háromszék főkapitánya volt, 1638-ban ő írta alá a dési országgyűlés rendelkezéseit. Mikó Zsuzsannától született fia, János, ugyancsak a főkapitányi tisztséget viselte. János unokája, Ádám ítélőmester, tanácsos és az erdélyi királyi tábla elnöke 1755. február 18-án grófi címet kapott, erre aztán unokatestvére, Ferenc is gróf lett ugyanebben az évben, augusztus 26-án. Ferenc grófi ága már kihalt, de Ádám leszármazottai a mai napig élnek.

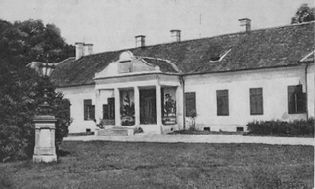
Nemes kastély - Hídvég

Nemes Ádám unokája Nemes Ádám (1769-1834), az 1816-ban alapított Osztrák Nemzeti Bank első kormányzója. Ádám dédunokája volt János, aki kamarás, titkos tanácsos és Felső-Fehér vármegye főispánja is volt. János fia, Vince, kamarás, máltai lovag, az Osztrák-Magyar Bank főtanácsosa és a főrendiház tagja volt. A második világháborút követően a családtagok Ausztria és az Amerikai Egyesült Államok területére emigráltak, ahol ma is élnek.

## Címere
Kempelen Béla ezt írta:
Czímer: Négyelt paizs. 1. és 2. kék mezőben lebegő arany koronán könyöklő, befelé fordult pánczélos kar  kivont kardot, melyre levágott török fej van szurva és három fehér liliomszálat tart. 3. Zöld mezőben koronán könyöklő, kardot tartó kar, mint az előbbi (a török fej nélkül), a kar hajlásában egy lebegő arany csillag. 4. kék mezőben zöld alapon ezüst oszlop, tetején arany koronával, az oszlopot jobbról ágaskodó arany oroszlán, balról ezüst egyszarvu tartják; grófi korona; paizstartók: arany oroszlán és ezüst egyszarvu.

## Jelentősebb családtagok
- Nemes Albert (1866–1940) diplomata, földbirtokos, műgyűjtő
- Nemes Eliza (1843–1899) festőnő
- Nemes János (1792–1868) császári és királyi kamarás, titkos tanácsos, Felső-Fehér vármegye főispánja
- Nemes Vince (1830–1896) császári és királyi kamarás, máltai lovag, az Osztrák-Magyar Bank főtanácsosa, főrendiházi tag